# Leiobunum rupestre
Leiobunum rupestre is een hooiwagen uit de familie Sclerosomatidae.